# 네오지오 CD

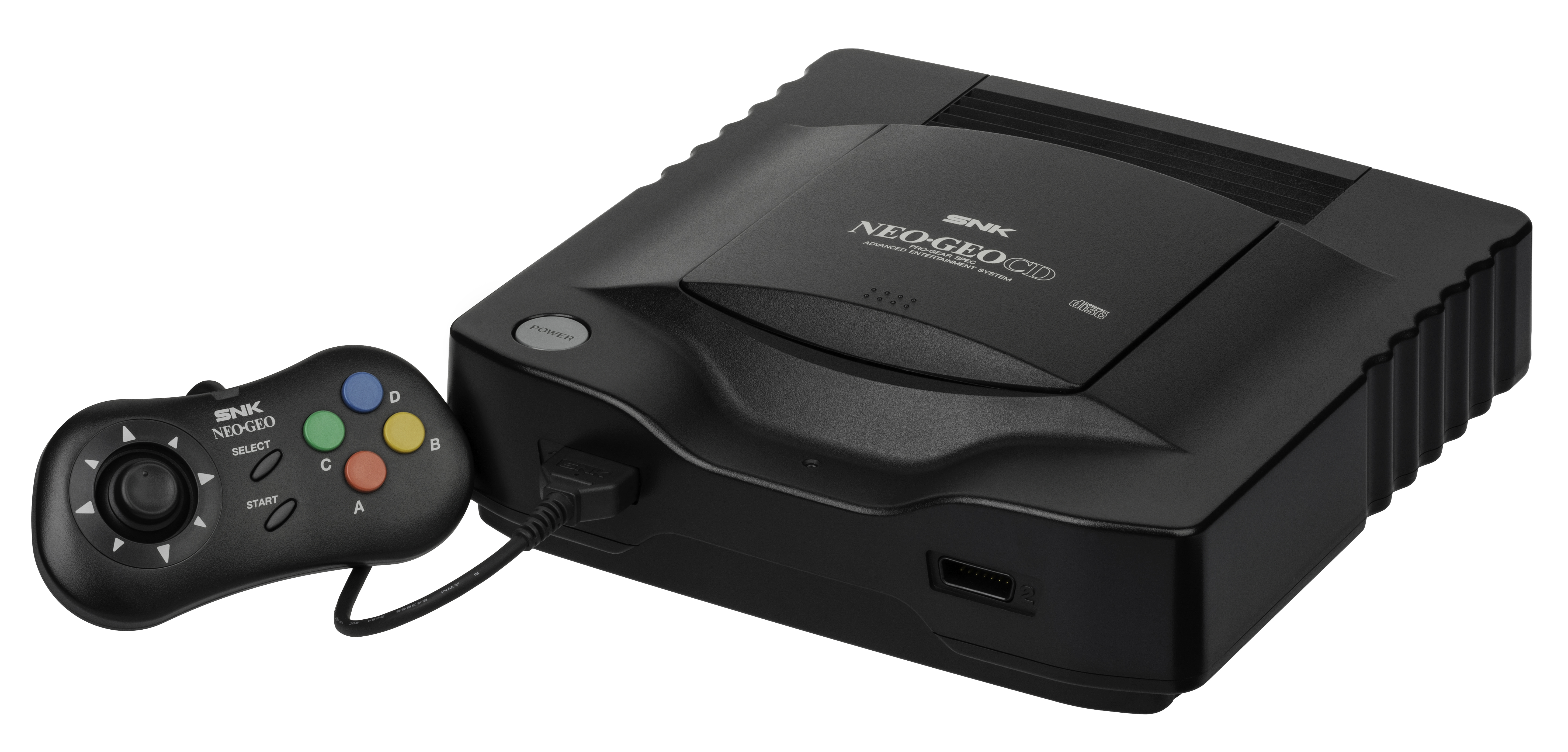
네오지오 CD 시스템.

네오지오 CD(Neo Geo CD, ネオジオCD)는 SNK 코퍼레이션의 네오지오의 2번째 가정용 게임기로서, 1994년 9월 9일에 출시되었으며, 이는 카트리지 기반 게임기가 나온지 4년째이다.
1997년 3월 기준으로 네오지오 CD는 전 세계적으로 570,000대가 판매되었다.

## 기술 사양
- 주 프로세서: 12 MHz의 모토로라 68000
  - 오리지널 모토로라 68000 중앙 처리 장치가 모토로라 인코퍼레이티드에 의해 설계되었으나 이 CPU의 많은 클론을 네오지오 하드웨어에서 볼 수 있다. 가장 일반적인 CPU는 도시바가 제조한 TMP68HC000이다.
- 보조 프로세서: 4 MHz로 구동되는 자일로그 Z80
- 화면 상의 색: 4,096
- 사용 가능한 색: 65,536
- 해상도: 304 x 224
- 최대 스프라이트: 384
- 최대 스프라이트 크기: 16 x 512
- 플레인 수: 3 (플레인 당 128개의 스프라이트. 네오지오는 당시 대부분의 게임 시스템처럼 플레인에 대해 비트맵을 사용하지 않음)

또, 이 시스템은 레드북 표준의 CD 오디오를 읽을 수 있다.
다중 AV 포트(메가 드라이브 모델 1에 쓰이는 것과 거의 동일하지만 상호 교환은 불가)뿐 아니라 모든 네오지오 CD 모델은 콘솔 뒷면에 컴포지트 RCA A/V, S-비디오 출력 잭이 있다.
CD 시스템의 56 Mbit / 7 MB의 램은 다음과 같이 분할되었다:
- 68000 프로그램 메모리: 2 MB
- 고정 레이어 메모리: 128 KB
- 그래픽스 메모리: 4 MB
- 사운드 샘플 메모리: 1 MB
- Z80 프로그램 메모리: 64 kB
- VRAM: 512Kb[3] (그래픽 어트리뷰트용)
- SRAM: 2 KB (고득점 / 일반 세이브 데이터용)

## 게임 라이브러리

### 프로토타입 게임
- Bang² Busters [Bang Bang Busters] - 2000년
- Treasure of the Caribbean [Caribe no Zaihō] - 1994년

### 홈브루 게임
| 타이틀                 | 장르             | 개발자                  | 출시일                                | 각주   |
| ---------------------- | ---------------- | ----------------------- | ------------------------------------- | ------ |
| Codename Blut Engel    | 진행형 슈팅 게임 | Blastar                 | 2005 (오리지널 게임) / 2006 (CD 변환) | [ 4 ]  |
| Columns                | 퍼즐             | Jeff Kurtz (NeoBitz)    | 2000 (오리지널 게임) / 2006 (CD 변환) | [ 5 ]  |
| Frog Feast             | Action           | Rastersoft / OlderGames | 2005                                  | [ 6 ]  |
| Last Hope              | 진행형 슈팅 게임 | NG:DEV.TEAM             | 2007                                  | [ 7 ]  |
| NeoGeo 2 Player Tetris | 퍼즐             | Crim                    | 2008 (오리지널 게임) / 2013 (CD 변환) | [ 8 ]  |
| 네오 팡                | Action / 퍼즐    | CeL/NGF Dev. Inc.       | 2010                                  | [ 9 ]  |
| Neo Puzzle League      | 퍼즐             | Blastar                 | 2005                                  | [ 10 ] |
| Neo Thunder            | 진행형 슈팅 게임 | Sebastian Mihai         | 2011                                  | [ 11 ] |
| NGD::ARK               | 벽돌깨기         | NG:DEV.TEAM             | 2011                                  | [ 12 ] |
| NGEM2K                 | 퍼즐             | Blastar                 | 2006                                  | [ 13 ] |
| Poker Night            | 카드 게임        | Jeff Kurtz (NeoBitz)    | 2003 (오리지널 게임) / 2006 (CD 변환) | [ 14 ] |
| Santaball              | 스포츠           | M. Priewe               | 2012                                  | [ 15 ] |
| Time's UP!             | 진행형 슈팅 게임 | CeL/NGF Dev. Inc.       | 2012                                  | [ 9 ]  |

## 같이 보기
- 3DO 인터랙티브 멀티플레이어
- PC 엔진 듀오
- 메가 CD